# Antun Knežević
Fra Antun Knežević, född 9 januari 1834, död 22 september 1889, var en franciskanermunk, historiker och författare från Bosnien och Hercegovina.

## Biografi
Antun föddes i Varcar Vakuf (idag Mrkonjić Grad) i Bosnien år 1834, hans far Anto kom från staden Uskoplje, och hans mor var Agata Stipić-Ivekić från Varcar Vakuf. Hans far dog tidigt och han uppfostrades av sin farbror från faderns sida, Fra Grgo Knežević.
Fra Antun Knežević studerade i Fojnica, Rom och Siena. Han blev franciskan den 26 april 1851 och höll första mässan den 21 september 1856.
Antun Knežević var en av de främsta aktörerna i upprättelsen av den bosniakiska identiteten. Som katolik kom Antun Knežević att starkt motsätta sig den överhängande kroatiseringen av Bosniens katoliker, samt serbiseringen av landets ortodoxa befolkning. Hans position och doktrin var att alla bosnier är ett folk, tillhörande tre olika religioner och att inga serber och kroater ska ha funnits i Bosnien, fram till slutet på 1800-talet. Även om Antun Knežević, inte var en unik företeelse i denna mening, hade han störst effekt på bevarandet av den bosniakiska identiteten, under denna epok.